# Норвежки елкхунд
Норвежкият елкхунд (на норвежки: Norsk Elghund) е порода кучета, произхождаща от Норвегия. Принадлежи към групата на шпицовете и хрътките. Селектирана е за лов на лосове, вълци и мечки.
Елкхундите са много верни на стопаните си. Стенли Коурън ги поставя на 36-о място по интелигентност сред кучетата в своята книга Интелигентността на кучетата. Те са добри пазачи и компаньони. За да бъдат социализирани в семейството, се иска много внимание и обучение. Обичат много децата.
Тежат между 18 и 27 кг и са високи между 46 и 53 см. Биват сиви, бели или черни, с гъста дълга козина. Ушите, гърба и муцуната им са винаги черни. Ушите са изправени, а опашката е завита на гърба. Гръдният кош е силен, със сива козина. Живеят между 12 и 16 години.
Има две разновидности – норвежки сив елкхунд (на норвежки: Norsk Elghund Grå, оригинална) и норвежки черен елкхунд (на норвежки: Norsk Elghund Sort, селектиран през 19 век)